# Nátrium-alumínium-foszfát
A nátrium-alumínium-foszfát (E541) egy kémiai vegyület, melynek kétféle formája létezik:
- E541i  Nátrium-alumínium-foszfát (savas)
- E541ii Nátrium-alumínium-foszfát (lúgos)

Elsősorban élelmiszeripari adalékanyagként alkalmazzák, melyhez alumíniumból, foszforsavból, és nátrium-hidroxidból állítják elő. A savas formáját elsősorban pékáruk alacsony hőmérsékleten történő sütése során, sütőporként alkalmazzák, míg bázikus formában emulgeáló hatása miatt sajtokban fordulhat elő.

## Egészségügyi hatások
Maximum napi beviteli mennyisége 0,6 mg/testsúlykg. A benne található alumínium megzavarhatja a kalcium és a foszfát beépülését a szervezetbe, de alacsony engedélyezett koncentrációja miatt ez a hatás szinte kizárható.